# Edward Nawarecki
Edward Nawarecki (ur. 1 lipca 1936, zm. 15 marca 2017) – polski informatyk, profesor nauk technicznych.

## Życiorys
Absolwent Hutniczej Akademii Górniczo-Hutniczej i Wydziału Elektrotechniki Górniczej. W 1967 został doktorem w zakresie nauk technicznych, a w 1975 habilitował się. Od 1978 do 1981 był prodziekanem Wydziału Elektrotechniki, Automatyki i Elektroniki. Od 1990 profesor nauk technicznych. Od 1992 do 1993 sprawował stanowisko zastępcy dyrektora Instytutu Informatyki. Od 1994 do 2002 kierownik Katedry Informatyki, od 2003 kierownik Studiów Doktoranckich Wydziału Elektrotechniki, Automatyki, Informatyki i Elektroniki. W 2006 odszedł na emeryturę. Autor 12 monografii i wydawnictw zbiorowych, a także opublikował i był współautorem ok. 280 publikacji. Pochowany na Cmentarzu Salwatorskim w Krakowie, kwatera L1-1-13.

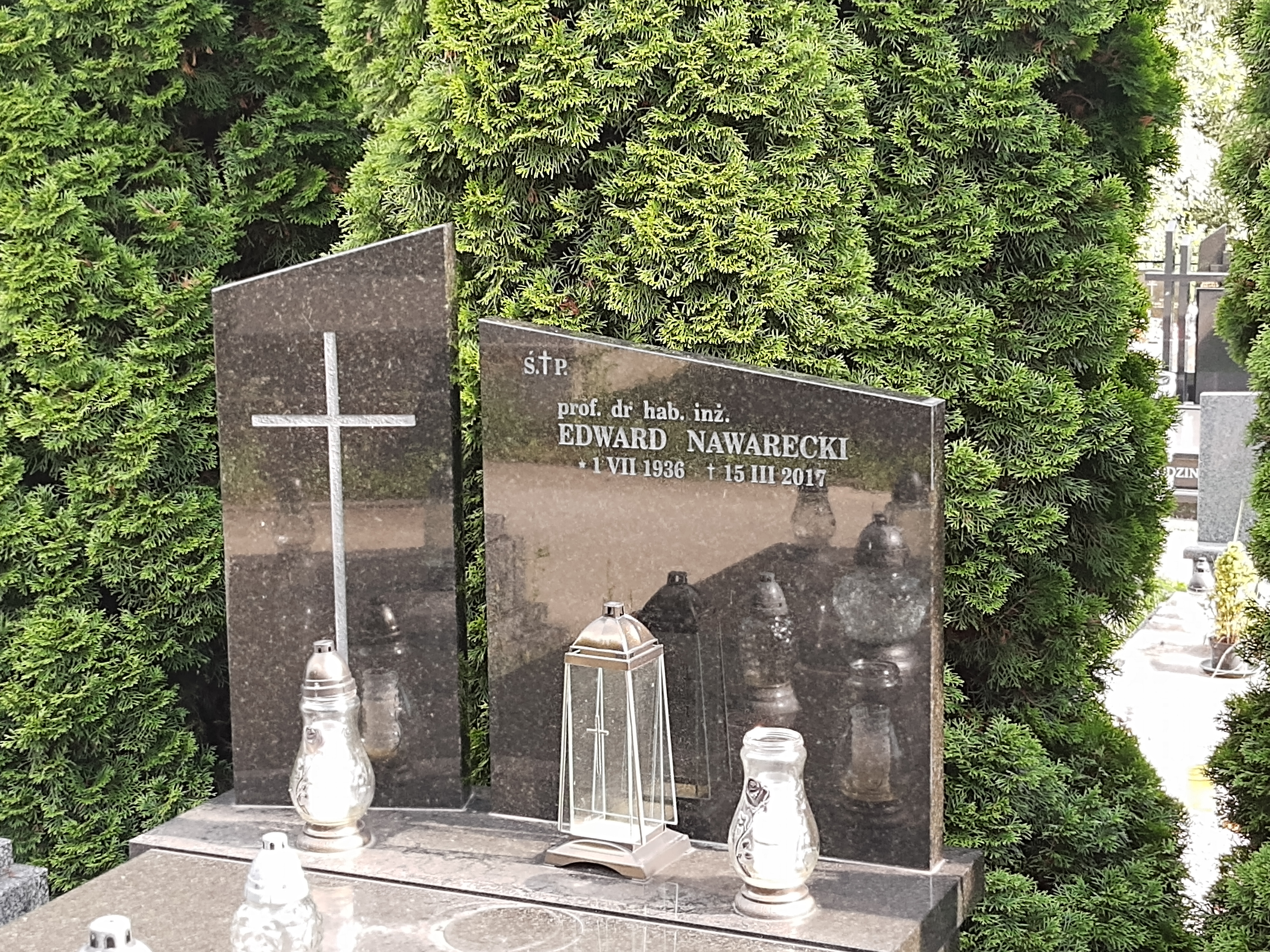
Grób prof. Edwarda Nawareckiego na Cmentarzu Salwatorskim

## Odznaczenia
- 2007: Medal Komisji Edukacji Narodowej[2]
- 2009: Medal za Długoletnią Służbę[2]
- 1998: Złoty Krzyż Zasługi[2]